# نیکی دات
نیکی دات (انگلیسی: Nikil Dutt؛ زادهٔ ۱۹۵۸) یک دانشمند در زمینه مهندسی برق اهل ایالات متحده آمریکا است. وی عضو پیوسته انجمن مهندسان برق و الکترونیک بود.